# Seničar
Seničar je priimek več znanih Slovencev:
- Avgust Seničar (*1933), gospodarstvenik
- Ivan Seničar (1935—2019), diplomat (slavist)
- Maruša Seničar, košarkarica
- Nina Seničar (en) (*1985), srbska igralka in fotomodel
- Pavel Seničar (1760—1830), častnik v avstrijski vojski, 1. general slovenskega rodu
- Slavko Seničar, košarkar-trener
- Stane Seničar, gospodarstvenik (bil dir. Zlatarne Celje)